# Dong-a Ilbo
Dong-a Ilbo (nghĩa là Đông Á Nhật báo) là một trong ba tờ báo chính tại Hàn Quốc với trên 2 triệu bản phát hành mỗi ngày. Tờ báo được thành lập từ năm 1920 bởi Kim Sung-soo, người đảm trách Đại học Cao Ly trong thời kỳ Triều Tiên thuộc Nhật và về sau từng nắm giữa vai trò phó thủ tướng thứ hai vào năm 1951. Dong-a Ilbo là một tờ báo dân tộc chủ nghĩa, tuy nhiên, hiện nay tờ báo công khai rằng phương châm của công ty là rất quan trọng và trung thực trong cách đưa tin. Dong-a Ilbo do tập đoàn LG sở hữu từ năm 1961.
Dong-a Ilbo có 6 đối tác nước ngoài bao gồm The New York Times của Hoa Kỳ, Asahi Shimbun của Nhật Bản và 'The Times của Anh Quốc. Tờ báo cũng phát hành một phiên bản toàn cầu tại 90 thành phố trên thế giới bao gồm New York, Luân Đôn, Paris hay Frankfurt. 